# Paeonia tenuifolia
Paeonia tenuifolia és una espècie herbàcia de peònia que de vegades s'anomena peònia de fulla de falguera. És originari de les muntanyes del Caucas de Rússia i de la costa del Mar Negre d'Ucraïna, que s'estén cap a l'oest a Bulgària, Romania i Sèrbia i cap al nord-oest del Kazakhstan. Va ser descrit per Linné el 1759. Les fulles es divideixen finament en segments gairebé filiformes i creixen juntes a les tiges. Aquesta peònia pot arribar als 30–60 cm d'alçada. Les flors vermelles perfumades presenten nombrosos estams grocs al centre.

## Descripció
Paeonia tenuifolia és una planta perenne herbàcia sense pèl amb una tija de 30-60 cm d'alçada, densament fixat amb fulles compostes disposades alternativament. Les fulles més baixes estan compostes dues vegades o les fulles es divideixen profundament en molts segments lineals fins, ½-6 mm d'amplada, amb la punta arrodonida o arrodonida, de color verd fosc per sobre i de color verd glauc més clar. La flor generalment única de cada tija sembla flotar al fullatge. La flor té entre 6 i 8 cm de diàmetre, en forma de copa, amb carmesí profund, llargs pètals invertits en forma d'ou, amb la part superior arrodonida o contundent. Els estams o androceu són 1½ — 2 cm de llarg, amb filaments grocs, anteres i pol·len. Normalment n'hi ha tres, de vegades dos, carpels de pèl gruixut, que acabaran convertint-se en fruits secs i dehiscents de 2 cm de llargada anomenats fol·licles. Aquesta espècie és diploide amb deu cromosomes (2n = 10).

## Taxonomia
Paeonia tenuifolia va ser descrita per primera vegada per Linné en la 10a edició del seu Systema naturae de 1759. Franz Josef Ruprecht el va distingir de P. biebersteiniana, que es basava en un exemplar de Stavropol, a la Flora Caucasi, que es va publicar el 1869. Les opinions semblen haver estat dividides, ja que Lomakin només esmenta P. tenuifolia el 1897, mentre que dos anys després Lipsky va separar les dues espècies de nou, juntament amb Nikolai Schipczinsky el 1937. Ketzchoweli va descriure el 1959 P. carthalinica d'Igoeti, Geòrgia, i va pensar que estava molt relacionat amb P. tenuifolia, tot i que tenia fulletons més amplis i pèls grisencs i fol·licles. Kemularia-Nathadze, que va revisar el gènere Paeonia el 1961, va considerar que aquests dos podrien ser sinònims. El 2003, Hong i Zhou van trobar els caràcters que s'utilitzaven per distingir entre els tres tàxons que es produïen en qualsevol combinació i s'intergradaven. Fins i tot dins d'una població, les plantes que s'adeqüaven a qualsevol de les descripcions originals es van produir juntes. Van trobar una planta amb algunes fulles amb folíols molt estrets inferiors a 1 mm, mentre que altres fulles de la mateixa planta tenien fulls amplis de més de ½ cm. Sembla que hi ha consens ara que totes es consideren millor com una sola espècie polimòrfica.

## Ecologia

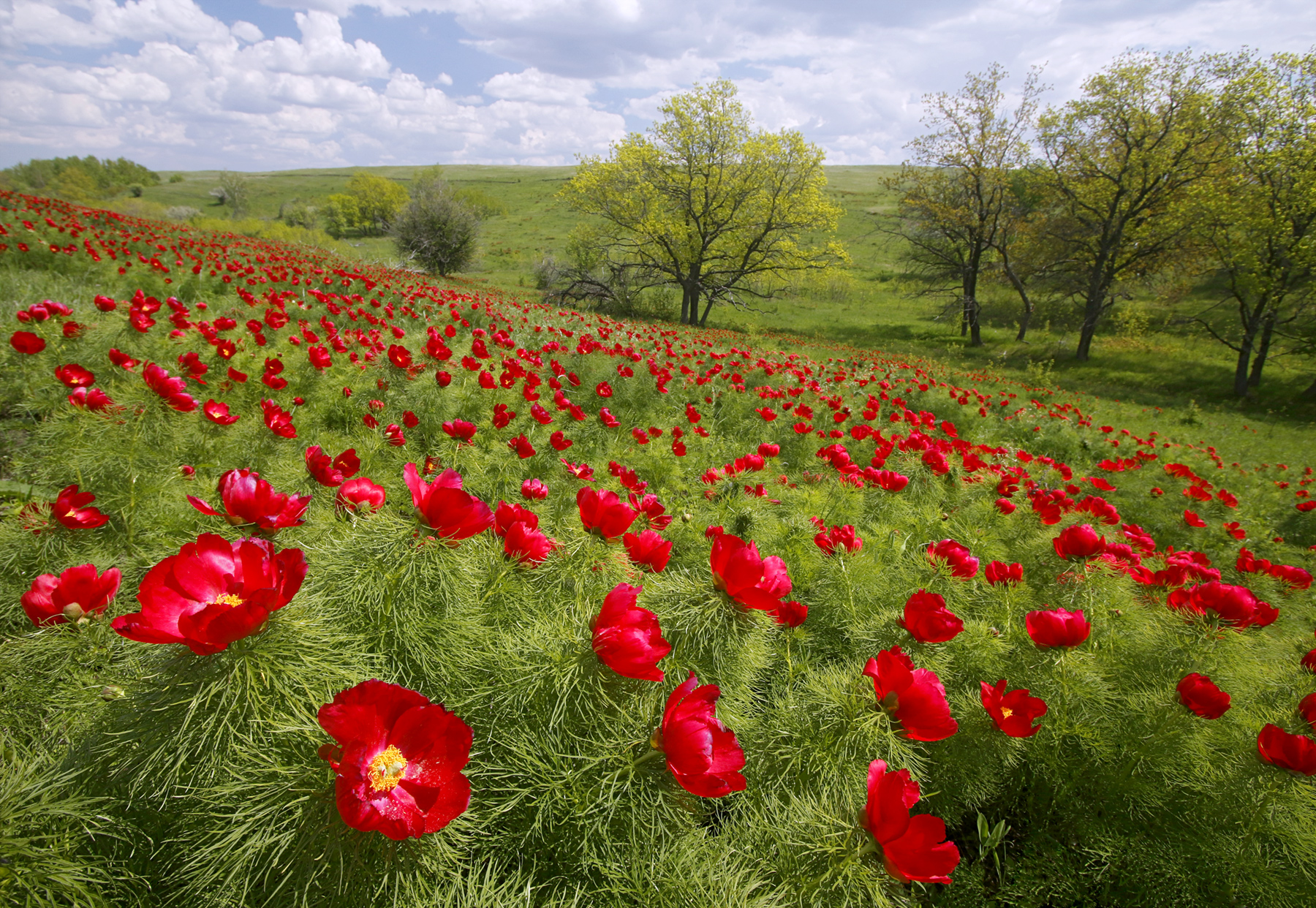
Paeonia tenuifolia salvatge en una àrea protegida d'estepa russa, l'òblast de Volgograd.

P. tenuifolia floreix abans que altres peònies, i també es mor. Probablement es deu al fet que creix a les estepes, amb estius secs i calorosos. Les llavors d'aquesta espècie germinen sobre el sòl a plena llum, cosa excepcional entre les peònies.
Les erugues de l'arna Pelatea klugiana s'alimenten de les fulles de diverses espècies de Paeonia, inclosa la Paeonia tenuifolia. Diverses larves conviuen juntes en un niu de seda que uneix diversos lòbuls d'una fulla i es mouen només dins del niu.

## Cultiu
Aquesta espècie resistent és una planta atractiva per al jardí fàcil de cultivar i resistent a les zones temperades. Tot i així, com a habitant de les estepes del sud de Rússia i Kazakhstan, està adaptat per créixer a ple sol i experimentar hiverns freds i estius secs i calorosos, i és susceptible al desenvolupament de muda a les fulles durant períodes humits prolongats. Es cultiva a Alemanya des del 1594 i es va introduir a Anglaterra el 1765 i a Amèrica el 1806. Se sap que hi ha diverses cultivars i híbrids en cultiu:
- Paeonia tenuifolia 'Rosea' té flors roses
- Paeonia tenuifolia Rosea Plena 'amb flors roses dobles[5]
- Paeonia × smouthii, un presumpte híbrid amb P. lactiflora, que es va introduir comercialment el 1843, i de vegades apareix com a P. laciniata als catàlegs de vivers. És més alt que P. tenuifolia i sol tenir més d'una flor per tija amb un perfum dolç, trets heretats de P. lactiflora. És un diploide i no produeix llavors fèrtils. Probablement va ser nomenat en honor de M. Smout, químic professional de la Universitat Catòlica de Malines, que era un criador actiu de plantes.[7]
- Paeonia × majko, un presumpte híbrid amb P. daurica, que es troba a Geòrgia, no es considera especialment atractiu.[8]
- P. tenuifolia var. plena, una varietat amb flors dobles, es diu que es va introduir als jardins anglesos el 1765.

P. hybrida: el 1818 va ser considerat com un híbrid de jardí entre P. anomala i P. tenuifolia per Augustin Pyramus de Candolle el 1818, que segons ell també es va produir en estat salvatge. Tot i això, Hong i Pan consideren P. hybrida com a sinònim de P. anomala.